# 하늘은 스스로 돕는자를 돕는다
《하늘은 스스로 돕는자를 돕는다》(독일어: Jeder für sich und Gott gegen alle)는 1974년 개봉한 서독의 드라마 영화이다. 베르너 헤어초크가 감독과 각본을 맡았다. 1975 아카데미 외국어영화상 부문 서독 출품작이다.

## 출연

### 주연
- 브루노 S.
- 월터 라든거스트
- 브리지트 미라

### 조연
- 허버트 아키턴버쉬
- 글로리아 도에
- 헬머 도링
- 알프레드 에델
- 플로리안 프리크
- 볼커 프레크텔
- 키들랏 타히믹
- 헨리 반 릭

## 기타
- 의상: 기셀라 스토치
- 의상: 앤 폽펠

## 같이 보기
- 야생아